# إيفان ستاين
إيفان ستاين هو لاعب كرة قدم روسي في مركز الدفاع، ولد في 7 فبراير 1989 في يكاترينبورغ في روسيا. لعب مع سيبير نوفوسيبيريسك ونادي أكاديمية تولياتي لكرة القدم ونادي توغلياتي لكرة القدم.

## وصلات خارجية
- إيفان ستاين على موقع قاعدة بيانات كرة القدم.إي يو (الإنجليزية)
- إيفان ستاين على موقع Soccerway.com (الإنجليزية)